# Palagonit

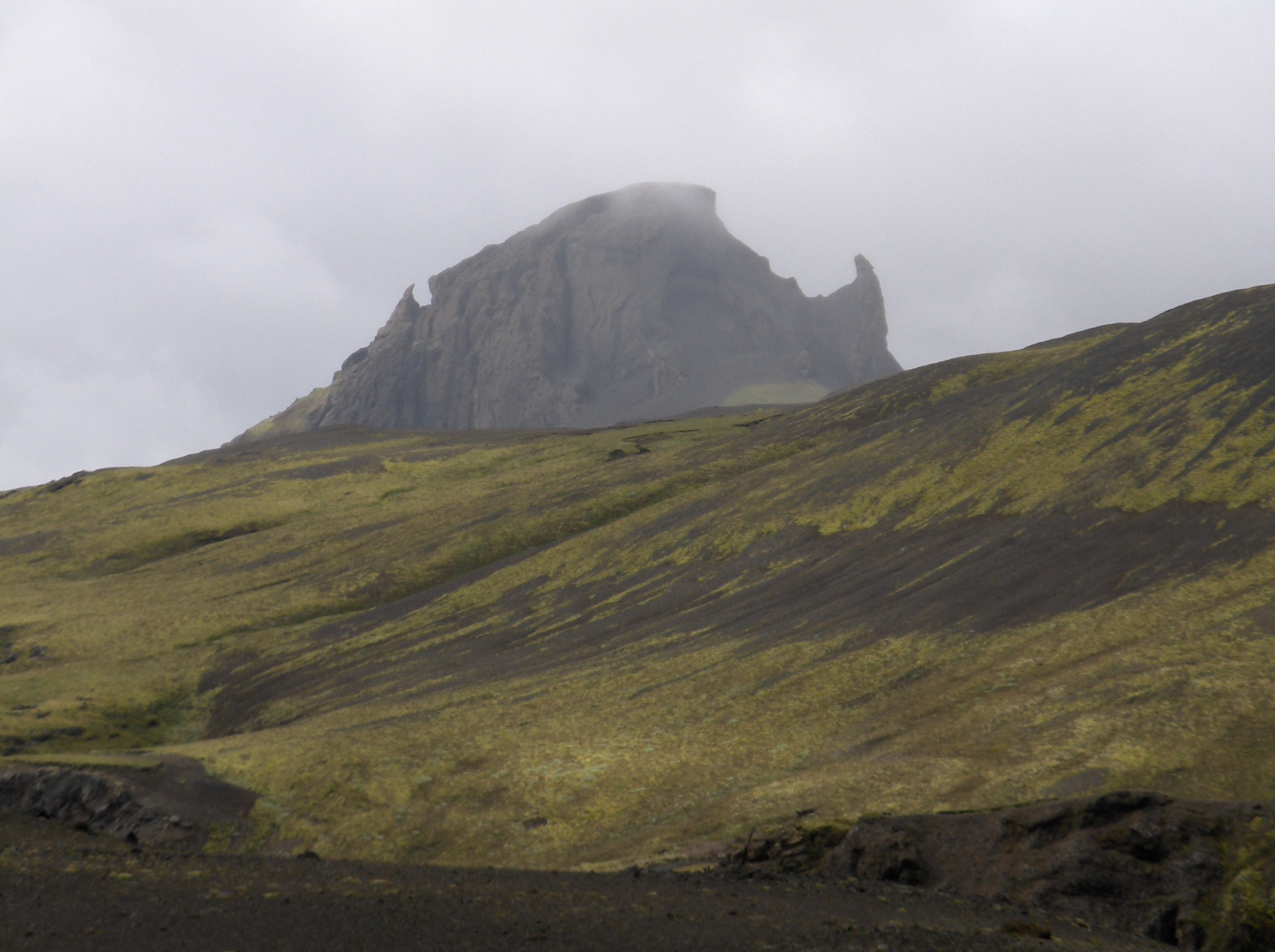
Palagonitrücken Einhyrningur in Südisland

Palagonit ist ein vollständig devitrifiziertes, gelblich-braunes, ehemaliges Gesteinsglas, das aus basaltischer Lava entstanden ist. Es ist nach dem Ort Palagonia auf Sizilien benannt und bildet einen wichtigen Bestandteil von Palagonittuff.

## Entstehung
Palagonit bildet sich durch den Prozess der Palagonitisierung besonders in dem Gestein Hyaloklastit, welches entsteht, wenn es zu einer hydromagmatischen (subaquatischen oder subglazialen) Eruption basaltischer Laven kommt. Durch die schlagartige Abkühlung erstarrt die Lava glasig, das heißt ohne zu kristallisieren, wobei das Glas (Sideromelan) leicht und intensiv fragmentiert und – zusammen mit Gesteinsbruchstücken und Schlackenfragmenten – um die Ausbruchsstelle herum abgelagert wird. Durch Alteration unter Einfluss von Wasser bilden sich aus dem Glas Tonminerale, Zeolithe und Eisenhydroxide, welche die Partikel zementieren und dem Gestein Festigkeit verleihen. Diese Mineralphasen sind makroskopisch nicht erkennbar, ihre Bildung führt jedoch dazu, dass das Material seinen ursprünglichen Glasglanz verliert und matt wird. Darüber hinaus wird das zweiwertige Eisen oxidiert, so dass der Anteil an dreiwertigen Eisen steigt und die Gesteinsfarbe des entstehenden Palagonittuffs bräunlich wird. Die Umwandlung des Glases verläuft exotherm, und die Reaktion produziert selbst genug Wärme, um die Umwandlung in Gang zu halten und in kurzer Zeit abzuschließen, wie man an den jungen Palagonittuffen der Insel Surtsey studieren konnte.
Auch pyroklastitische Ablagerungen basaltischer Zusammensetzung (basaltische Tuffe und Lapilli) können der Palagonitisierung unterliegen, sofern sie über einen entsprechenden Glasanteil verfügen.
Der Übergang von dem (pyroklastischen oder hyaloklastischen) Ursprungsgestein zum Palagonittuff ist fließend, eine genaue Abgrenzung daher nicht immer möglich. Auch die Abgrenzung von Palagonittuff zu Bentonit ist unscharf, da letzterer im Wesentlichen über seinen Gehalt an Tonmineralen definiert wird, so dass Überlappungen möglich sind.
Ursprünglich wurde vermutet, dass Palagonit nur bei Eruptionen unter Eisbedeckung entsteht; dies ist jedoch mittlerweile widerlegt.

## Verbreitung
Neben der Typlokalität auf Sizilien ist Palagonittuff bzw. Palagonit in Europa insbesondere auf Island weit verbreitet, da dort durch die Eruption von Magmen im engen Kontakt mit Meerwasser oder dem Eis der (insbesondere in der geologischen Vergangenheit stärker als heute) vergletscherten Vulkane genügend Wasser für die Palagonitisierungsreaktion zur Verfügung steht. Im Isländischen hat Palagonittuff den Namen móberg.
Im Rheinischen Schiefergebirge sind Vorkommen von Palagonittuff insbesondere aus der Eifel bekannt, wobei diese aus pyroklastischen Gesteinen (Tuffen) hervorgegangen sind. Rechtsrheinisch gibt es ein kleinräumiges Vorkommen hyaloklastitischer Abkunft (Beselicher Palagonittuff).

## Nutzung
Palogonit wird lokal als Mauerstein genutzt. Zwischen den Orten Pelm und Essingen gibt es Vorkommen von Palagonit am Gyppenberg, das zur Anfertigung von Backofensteinen verwendet wurde. Palagonit besitzt „in hohem Grade die Bereitschaft zu Ionenaustausch und wird deshalb zur Herstellung von Wasserfiltern verwendet“.